# Marathrum foeniculaceum
Marathrum foeniculaceum là một loài thực vật có hoa trong họ Podostemaceae. Loài này được Bonpl. mô tả khoa học đầu tiên năm 1808.